# Paramelita flexa
Paramelita flexa is een vlokreeftensoort uit de familie van de Paramelitidae. De wetenschappelijke naam van de soort is voor het eerst geldig gepubliceerd in 1981 door Griffiths.